# روبرت أرتيجا
روبرت أرتيجا (بالإسبانية: Robert Arteaga)‏ هو لاعب كرة قدم بوليفي في مركز الوسط، ولد في 10 فبراير 1973 في سانتا كروز دي لا سييرا في بوليفيا. لعب مع ذي سترونغيست.

## وصلات خارجية
- روبرت أرتيجا على موقع قاعدة بيانات كرة القدم.إي يو (الإنجليزية)
- روبرت أرتيجا على موقع عالم كرة القدم.نت (الإنجليزية)